# Episodi di The Terror (prima stagione)
La prima stagione della serie televisiva The Terror, composta da 10 episodi, è trasmessa in prima visione negli Stati Uniti dal canale AMC, dal 25 marzo al 21 maggio 2018.
A livello internazionale la stagione è stata pubblicata dal 26 marzo al 10 aprile 2018, da Amazon Prime Video, in ogni territorio in cui il servizio è disponibile.
| nº | Titolo originale          | Titolo italiano                  | Prima TV USA   | Pubblicazione Italia |
| -- | ------------------------- | -------------------------------- | -------------- | -------------------- |
| 1  | Go for Broke              | Tutto per tutto                  | 25 marzo 2018  | 26 marzo 2018        |
| 2  | Gore                      | Gore                             | 26 marzo 2018  | 27 marzo 2018        |
| 3  | The Ladder                | La scala, la salita              | 2 aprile 2018  | 3 aprile 2018        |
| 4  | Punished, as a Boy        | Punito come un mozzo             | 9 aprile 2018  | 3 aprile 2018        |
| 5  | First Shot a Winner, Lads | Primo colpo vincente, ragazzi!   | 16 aprile 2018 | 3 aprile 2018        |
| 6  | A Mercy                   | Pietà                            | 23 aprile 2018 | 10 aprile 2018       |
| 7  | Horrible from Supper      | L'orrore del pasto               | 30 aprile 2018 | 10 aprile 2018       |
| 8  | Terror Camp Clear         | Attacco all'accampamento         | 7 maggio 2018  | 10 aprile 2018       |
| 9  | The C, the C, the Open C  | Il mare, il mare, il mare aperto | 14 maggio 2018 | 10 aprile 2018       |
| 10 | We Are Gone               | Non ci siamo più                 | 21 maggio 2018 | 10 aprile 2018       |

## Tutto per tutto
- Titolo originale: Tutto per tutto
- Diretto da: Edward Berger
- Scritto da: David Kajganich

### Trama
Dei titoli iniziali preannunciano allo spettatore la svolta tragica presa dalla spedizione nell'Artico di Sir John Franklin, scomparsa e mai più rivista. 
Nella sequenza iniziale, James Ross parla con un Inuit  in una tenda; l'uomo pare aver avvistato gli ultimi sopravvissuti della spedizione poco prima della loro sparizione, sotto la guida del capitano Francis Crozier e informa Ross che erano inseguiti verso sud da una creatura chiamata "Tuunbaq", affermando che ormai sono morti e sepolti.
Quattro anni prima, nel 1846, la spedizione della Royal Navy del capitano Sir John Franklin, a bordo delle navi HMS Erebus e HMS Terror stava tentando la prima traversata del passaggio a nord-ovest nell'arcipelago artico. Il viaggio incontra una difficoltà quando la collisione con un iceberg danneggia l'elica dell'Erebus. Francis Crozier, capitano della Terror e secondo in comando della spedizione, è preoccupato di rimanere bloccati dal gelo nel circolo polare artico durante l'inverno, raccomandando a Franklin di spostare tutti gli uomini dall'Erebus al Terror per evitare di restare bloccati dal ghiaccio invernale. Franklin, tuttavia, ignora le preoccupazioni di Crozier convinto di riuscire a completare il transito prima dell'arrivo del freddo artico, limitandosi a spostare la spedizione più ad ovest.  La mattina dopo, però, le imbarcazioni si trovano circondate e intrappolate dal ghiaccio prima di sopraggiungere in mare aperto.

## Gore
- Titolo originale: Gore
- Diretto da: Edward Berger
- Scritto da: Soo Hugh

### Trama
Nel giugno del 1847, dopo aver trascorso l'inverno bloccati nel ghiaccio, l'Erebus e il Terror continuano a non riuscire a muoversi. Franklin manda alcuni uomini in esplorazione per cercare delle cave (passaggi di acque libere) sotto i ghiacci. La spedizione partita ad est non trova nulla, mentre quella ad ovest si addentra in un territorio insidioso e spara contro un vecchio Inuit dopo averlo scambiato per un orso polare. Durante il caos del momento, il tenente del gruppo Graham Gore viene ucciso da una creatura sconosciuta. Gli uomini sopravvissuti della spedizione verso ovest tornano alle navi con l'uomo Inuit ferito assieme alla sua compagna, una donna che si rivela sua figlia. Il vecchio è un potente sciamano sprovvisto di lingua che solo la figlia può capire; sul punto di morte, le dice che deve controllare il "Tuunbaq" al suo posto, prima di soccombere per la ferita. La donna si chiude quindi in un silenzio ostinato verso gli uomini dell'equipaggio per aver ucciso suo padre, ragione per la quale viene soprannominata "Lady Silence".

## La scala, la salita
- Titolo originale: The Ladder
- Diretto da: Sergio Mimica-Gezzan
- Scritto da: Gina Welch

### Trama
L'equipaggio seppellisce lo sciamano Inuit gettando il suo corpo in mare tramite una fessura nel ghiaccio, mentre Lady Silence si avvia da sola per tornare al suo popolo. Viene rivelato che, una volta, Franklin e Crozier erano stati amici, ma in Inghilterra Franklin aveva negato il permesso di Crozier di chiedere la mano a sua nipote a causa delle origini irlandesi di Crozier. I due discutono animatamente sul futuro dei loro equipaggi e viene scartata l'idea di Crozier di mandare una spedizione a piedi per cercare aiuto. Franklin si unisce a un gruppo di Royal Marines armati che parte per una spedizione di caccia per la creatura misteriosa, la quale però riesce a tendere un'imboscata agli uomini riuscendo a uccidere un uomo e Franklin, a cui strappa una gamba per poi gettarlo nella fessura del ghiaccio dove era stato sepolto lo sciamano. Crozier manda ugualmente una squadra a cercare aiuto sui ghiacci nonostante le proteste del capitano della Erebus James Fitzjames. Sola in un igloo, Lady Silence sente la creatura all'esterno e scopre che le ha lasciato una carcassa di foca come pasto.

## Punito come un mozzo
- Titolo originale: Punished, as a Boy
- Diretto da: Edward Berger
- Scritto da: David Kajganich

### Trama
Nel novembre del 1847, mentre la creatura continua a uccidere membri della spedizione, gli equipaggi della Erebus e della Terror iniziano a sospettare che ci sia un fondo di sovrannaturale nella vicenda. L'opportunista sottoufficiale Cornelius Hickey conduce una spedizione non autorizzata per rapire Lady Silence, riportandola sulla nave poiché convinto che sia in grado di controllare la creatura. Durante un confronto con il capitano, a causa delle proteste di Hickley, Crozier ordina che la sua punizione sia più severa rispetto a quella dei suoi compagni rapitori, ovvero che sia punito in maniera umiliante "come un mozzo" (con le frustate sulle natiche anziché sulla schiena). Crozier, sempre più alcolizzato, annuncia all'equipaggio della Terror l'opportunità di trasferirsi sulla Erebus per la posizione precaria della Terror su una faglia nel ghiaccio: pertanto, tutto l'equipaggio tranne dieci uomini si trasferiscono sulla seconda nave.

## Primo colpo vincente, ragazzi!
- Titolo originale: First Shot a Winner, Lads
- Diretto da: Sergio Mimica-Gezzan
- Scritto da: Josh Parkinson

### Trama
Il chirurgo navale della Erebus, il dottor Goodsir, parla con Lady Silence nel tentativo di apprendere la sua lingua ma ha scarso successo nello scoprire la vera natura della creatura. L'umore di Crozier peggiora con l'esaurimento delle sue scorte di liquore e manda il suo primo luogotenente Edward Little a rubare delle bottiglie di whisky dalle conserve private di Fitzjames a bordo dell'Erebus. La creatura chiamata "Tuunbaq", che si rivela un essere simile a un gigantesco orso polare con il muso dai tratti vagamente umani, attacca la Terror e si accanisce sul maestro del ghiaccio Thomas Blanky costringendolo a salire su un albero maestro della nave per sfuggirle; la creatura riesce a ferirgli la gamba così gravemente che, in seguito, necessiterà di amputazione. L'equipaggio riescono a sparare e a colpire il Tuunbaq che, però, fugge, mentre Lady Silence si allontana dall'imbarcazione durante il trambusto. Crozier decide di diventare sobrio, delegando il comando di entrambe le navi a Fitzjames mentre si ritira per disintossicarsi dall'alcol.

## Pietà
- Titolo originale: A Mercy
- Diretto da: Sergio Mimica-Gezzan
- Scritto da: Vinnie Wilhelm

### Trama
Nel gennaio 1848, le navi sono ancora intrappolate nel ghiaccio. Fitzjames, ora responsabile sia della Terror che dell'Erebus, programma di abbandonare le navi per cercare di raggiungere a piedi la civiltà.  Blanky gli consiglia di attenuare il colpo di questa notizia, perciò organizzano un carnevale sul ghiaccio calcolando di esaurire il cibo e le bevande che trasporteranno. Goodsir realizza che le scatole di cibo scarsamente saldate sulle navi stanno provocando avvelenamento da piombo all'equipaggio e tenta di avvertire il chirurgo dell'Erebus, il dottor Stanley, che lo rassicura sostenendo di avere un "piano". Dopo settimane di ritiro, Crozier si riprende in tempo per visitare il carnevale di Fitzjames e resta disturbato dal crollo della disciplina dell'equipaggio. Crozier annuncia agli uomini il piano di viaggiare via terra verso sud fino a Fort Resolution, ma viene interrotto quando Stanley, chiaramente disturbato psicologicamente in quello che sembra un crollo mentale, intrappola il gruppo nelle tende sistemate per il carnevale e appicca del fuoco alle tende e a sé stesso, uccidendosi e portando alla morte diversi altri membri dell'equipaggio. Nel frattempo compare anche Lady Silence, allo stremo delle forze dopo essersi tagliata la lingua per controllare il Tuunbaq. Tutti gli altri riescono a fuggire all'ultimo, ma i dottori MacDonald e Peddie muoiono nelle fiamme, lasciando Goodsir come l'ultimo chirurgo superstite nella spedizione.

## L'orrore del pasto
- Titolo originale: Horrible from Supper
- Diretto da: Tim Mielants
- Scritto da: Andres Fischer-Centeno

### Trama
Il 22 aprile 1848, Crozier dà l'ordine di abbandonare entrambe le navi. Gli uomini partono a piedi e una pattuglia, tra cui Crozier, Fitzjames e il sergente Tozer dalla Terror, scoprono che la spedizione inviata da Crozier era stata massacrata dal Tuunbaq a sole diciotto miglia dalle imbarcazioni. Crozier, volendo tenere alto il morale, decide di tacere della cosa all'equipaggio, così come la conoscenza dell'avvelenamento da piombo appreso da Goodsir. Dopo che gli uomini raggiungono la King William Land, Hickey viene a sapere delle scatolette nocive e inizia a tramare un ammutinamento insieme a Tozer. Durante una battuta di caccia alla vana ricerca di selvaggina, Hickey, il tenente John Irving e il sottoufficiale Thomas Farr si imbattono in un gruppo di Inuit a caccia che, alla richiesta di Irving, lo nutrono con della carne di foca. Quest'ultimo torna dai compagni, ma viene ucciso da Hickey che ha già eliminato Farr.

## Attacco all'accampamento
- Titolo originale: Terror Camp Clear
- Diretto da: Tim Mielants
- Scritto da: David Kajganich

### Trama
Hickey mente a un'altra squadra addetta alla caccia, raccontando loro che Farr e Irving sono stati uccisi dagli Inuit, che vengono pertanto eliminati dagli inglesi come rappresaglia. Tornati al campo, l'accampamento viene circondato dalla nebbia che non fa che aumentare la paranoia degli uomini su un possibile attacco a sorpresa da parte degli Inuit. Hickey e Tozer, senza il permesso di Crozier, aprono l'armeria per distribuire delle armi apparentemente in caso di un assalto. Nel frattempo, Crozier fa eseguire un'autopsia sul corpo di Irving e rivelano nel suo stomaco la carne di foca offerta dagli eschimesi, facendogli intuire che il vero assassino è Hickey e sta progettando un ammutinamento. Viene quindi allestita un'esecuzione tramite impiccagione per Hickey e Tozer ma, prima che avvenga, il Tuunbaq fa ritorno al campo perché provocato dal massacro degli Inuit e inizia a uccidere diversi uomini finché non viene ferito da un razzo lanciato da Fitzjames. Nel caos, Hickey e Tozer radunano alcuni uomini e delle provviste, rubano una scialuppa e scompaiono nella nebbia.

## Il mare, il mare, il mare aperto
- Titolo originale: The C, the C, the Open C
- Diretto da: Tim Mielants
- Scritto da: Soo Hugh

### Trama
Hickey allestisce il campo e uccide uno dei suoi uomini, William Gibson. Goodsir, che è stato rapito dagli ammutinati, è costretto a dissezionare il corpo di Gibson in modo che Hickey e i suoi uomini possano sfamarsi con il cannibalismo. Nel frattempo, Crozier e il resto dell'equipaggio continuano a marciare verso sud, sebbene molti membri inizino a diventare malnutriti e malati per l'avvelenamento di piombo, morendo rapidamente. Fitzjames, in preda alle sofferenze, si fa uccidere su propria richiesta. Il moncone della gamba amputata di Blanky peggiora ed entra in gangrena, quindi si offre per sacrificarsi, attirando il Tuunbaq lontano dal resto dei sopravvissuti. Finisce per trovarsi accidentalmente nel tanto ambito passaggio a nord-ovest, dove attende pacificamente che la creatura lo trovi e uccida. Più tardi, gli uomini di Hickey tendono un'imboscata a Crozier e uccidono uno dei suoi compagni. Crozier si arrende, dando istruzioni a Little per farsi carico del resto dell'equipaggio e condurli verso sud.

## Non ci siamo più
- Titolo originale: We Are Gone
- Diretto da: Tim Mielants
- Scritto da: David Kajganich

### Trama
Crozier viene portato al campo di Hickey e Goodsir, sapendo che gli uomini di Hickey lo mangeranno, si suicida avvelenandosi e tagliandosi i polsi per non far sospettare di nulla agli ammutinati nella speranza che il resto del gruppo venga anch'esso avvelenato, tranne Crozier che mangia l'inalterata pianta del suo piede. Hickey rivela che il vero Cornelius Hickey è morto, poiché lo ha ucciso e impersonato nel tentativo di fuggire dall'Inghilterra e che, successivamente, ha sabotato gli sforzi dell'equipaggio per fare ritorno. Il Tuunbaq arriva e uccide Tozer e la maggior parte degli ammutinati, mentre Hickey si amputa la lingua nel tentativo di controllare la creatura come lo sciamano in precedenza; il Tuunbaq divora comunque l'uomo prima di essere ucciso da un ferito Crozier, dato che la creatura era già stata indebolita dai corpi avvelenati. Dopo essere stato salvato da Lady Silence, Crozier viene a sapere che Little e il resto dei suoi uomini sono morti. Va quindi a vivere con gli Inuit, adattandosi al loro stile di vita. Lady Silence (il cui vero nome si scopre essere Silna) viene esiliata dal resto della tribù come usanza per "aver perso il Tuunbaq".
Quando i membri di un gruppo di ricerca britannico guidato da Ross giungono sul posto due anni dopo, nel 1850 (con la scena che apre la serie), Crozier si nasconde istruendo il leader degli Inuit per dire loro che i membri dell'equipaggio sono tutti morti, non c'è alcun passaggio nord-ovest e non devono fare più ritorno. Dopo aver ascoltato il tutto, Crozier parte per mettersi a caccia di foche.